# المسیله (دوحه)
المسیله یک منطقهٔ مسکونی در قطر است که در شهرداری دوحه واقع شده‌است. المسیله ۲٫۱ کیلومتر مربع مساحت و ۴٬۷۱۶ نفر جمعیت دارد.